# Геније (ТВ серија)
Геније (енгл. Genius) америчка је антологијска историјска драмска телевизијска серија коју је развио Ноа Пинк и Кенет Билер, а премијеру је имала 25. априла 2017. године на каналу Национална Географија.
Прва сезона прати живот Алберта Ајнштајна, од његове младости, кроз период када је био записничар патената, до његових позних година када је постао физичар који је развио теорију релативности; сезона је базирана на књизи из 2007 Ајнштајн: Његов живот и свемир, коју је написао Валтер Ајзаксон. Априла 2017. године, Национална Географија је обновила серију за другу сезону, која прати живот и уметност Пабла Пикаса, а премијерно је пуштана од 24. априла до 19. јуна 2018. године. Априла 2018. године, Национална Географија је обновила серију за трећу сезону која ће пратити живот писца Мери Шели.

## Радња
Прва сезона серије прати два периода живота Алберта Ајнштајна: први период када је радио као записничар патената док се мучио да дође до позиције предавача и до доктората, те други период када је радио као физичар поштован због своје теорије релативности.
Друга сезона прати два периода живота Пабла Пикаса: први период када је као младић открио свој талент, те други период када се познати уметник мучио са успоном фашизма и ценом славе.

## Улоге

### Прва сезона
| Глумац           | Улога                 |
| ---------------- | --------------------- |
| Џефри Раш        | стари Алберт Ајнштајн |
| Џони Флин        | млади Алберт          |
| Саманта Коли     | Милева Марић          |
| Ричард Топол     | Фриц Хабер            |
| Мајкл Макелхетон | Филип Ленард          |
| Емили Вотсон     | стара Елза Ајнштајн   |
| Гвендолин Елис   | млада Елза            |
| Ралф Браун       | Макс Планк            |

### Друга сезона
| Глумац           | Улога          |
| ---------------- | -------------- |
| Антонио Бандерас | Пабло Пикасо   |
| Клеманс Поези    | Франсоаз Гилот |
| Алекс Рич        | млади Пикасо   |
| Саманта Коли     | Дора Мар       |

## Епизоде

### Прва сезона: Ајнштајн (2017)
| Бр. еп. (укупно) | Бр. еп. (у сезони) | Наслов        | Редитељ     | Сценариста                         | Премијера       | Гледаност у US (милиони) |
| ---------------- | ------------------ | ------------- | ----------- | ---------------------------------- | --------------- | ------------------------ |
| 1                | 1                  | Chapter One   | Рон Хауард  | Ноа Пинк и Кен Билер               | 25. април 2017. | 1,38                     |
| 2                | 2                  | Chapter Two   | Минки Спиро | Анџелина Бурнет                    | 2. мај 2017.    | 1,05                     |
| 3                | 3                  | Chapter Three | Минки Спиро | Марк Леферти                       | 9. мај 2017.    | 1,02                     |
| 4                | 4                  | Chapter Four  | Кевин Хукс  | Ноа Пинк                           | 16. мај 2017.   | 0,93                     |
| 5                | 5                  | Chapter Five  | Кевин Хукс  | Раф Грин                           | 23. мај 2017.   | 0,94                     |
| 6                | 6                  | Chapter Six   | Џејмс Хјус  | Брајан Питерсон                    | 30. мај 2017.   | 1,02                     |
| 7                | 7                  | Chapter Seven | Џејмс Хјус  | Кели Санудерс                      | 6. јун 2017.    | 1,06                     |
| 8                | 8                  | Chapter Eight | Кен Билер   | Анџелина Бурнет и Франческа Батлер | 13. јун 2017.   | 1,05                     |
| 9                | 9                  | Chapter Nine  | Кен Билер   | Кен Билер и Раф Грин               | 20. јун 2017.   | 1,04                     |
| 10               | 10                 | Chapter Ten   | Кен Билер   | Марк Леферти                       | 20. јун 2017.   | 1,04                     |

### Друга сезона: Пикасо (2018)
| Бр. еп. (укупно) | Бр. еп. (у сезони) | Наслов        | Редитељ        | Сценариста                      | Премијера       | Гледаност у US (милиони) |
| ---------------- | ------------------ | ------------- | -------------- | ------------------------------- | --------------- | ------------------------ |
| 11               | 1                  | Chapter One   | Кен Билер      | Кен Билер                       | 24. април 2018. | 0,72                     |
| 12               | 2                  | Chapter Two   | Кен Билер      | Кен Билер                       | 24. април 2018. | 0,52                     |
| 13               | 3                  | Chapter Three | Кевин Хукс     | Брајан Питерсон и Кели Саудерс  | 1. мај 2018.    | 0,26                     |
| 14               | 4                  | Chapter Four  | Кевин Хукс     | Раф Грин                        | 8. мај 2018.    | 0,35                     |
| 15               | 5                  | Chapter Five  | Лаура Белси    | Ноа Пинк                        | 15. мај 2018.   | 0,33                     |
| 16               | 6                  | Chapter Six   | Лаура Белси    | Метју Њуман                     | 22. мај 2018.   | 0,33                     |
| 17               | 7                  | Chapter Seven | Грег Јаитенес  | Венди Рис                       | 29. мај 2018.   | 0,26                     |
| 18               | 8                  | Chapter Eight | Грег Јаитенес  | Стефани К. Смит                 | 5. јун 2018.    | 0,27                     |
| 19               | 9                  | Chapter Nine  | Матијас Херндл | Раф Грин и Али Гордон-Голдстајн | 12. јун 2018.   | 0,27                     |
| 20               | 10                 | Chapter Ten   | Матијас Херндл | Метју Њуман и Ноа Пинк          | 19. јун 2018.   | 0,34                     |